# طبل‌ها در امتداد موهاک
طبل‌ها در امتداد موهاک (به انگلیسی: Drums Along the Mohawk) فیلمی در ژانر درام، عاشقانه، جنگی، وسترن به کارگردانی جان فورد است که در سال ۱۹۳۹ میلادی منتشر شد.

## بازیگران
- کلودت کولبرت
- هنری فوندا
- کلارا بلندیک
- ادنا می اولیور
- ادی کالینز
- وارد باند
- جان کارادین
- راجر ایمهوف
- آرتور شیلدز
- فرانسیس فورد
- جسی رالف
- رابرت لووری
- راسل سیمپسون
- کی لینکر
- اسپنسر چارترز
- تام تایلر (غیررسمی)